# Франко Кореллі
Фра́нко Коре́ллі (італ. Franco Corelli; справжнє ім'я: Да́ріо Коре́ллі 8 квітня 1921, Анкона, Італія — 29 жовтня 2003, Мілан, Італія) — італійський оперний співак, тенор.

## Біографія
Попервах Даріо за прикладом батька — робітника корабельні — мав намір пов'язати себе з морською інженерією. Проте за порадами друзів, а також через спадковість (дід і старший брат були оперними співаками) і любов Даріо до музики він покинув морську інженерію й вступив до консерваторії Пезаро для навчання оперного співу. Там будучи незадоволеним навчанням Даріо вирішив, що йому потрібна самоосвіта. Це він робив прослуховуючи записи своїх уславлених попередників — Енріко Карузо, Беньяміно Джильї, Джакомо Лаурі-Вольпі та ін.
Перемога 1951 року на конкурсі Maggio Musicale у Флоренції дозволили йому дебютувати в Сполето в Театро Нуово, в партії Хозе (Кармен). У листопаді 1951 року Кореллі дебютує в ролі Манріко в «Трубадурі» Джузеппе Верді. Після успіху в січні 1952 в ролі Ромео в складній опері Рікардо Зандонаї «Ромео и Джульетта» його взято до складу Римської опери де він став провідним тенором.
9 квітня 1953 року Кореллі вперше співає з Марією Каллас в опері «Норма» на сцені Римського оперного театру.
Знаменною віхою в творчості Кореллі стало 7 грудня 1954 року. Тоді Кореллі вперше вийшов на сцену міланського Ла Скала в ролі Ліцинія в опері Гаспаре Спонтіні «Весталка». З 1954 року Кореллі в труппі театру.
Наприкінці 50-х бере уроки в Джакомо Лаурі-Вольпі.
29 квітня 1955 року Франко дебютував у Театрі Сан Карло в Лісабоні в «Кармен».
Епохальним для Кореллі став дебют в нью-йоркській Метрополітен-опера що відбувся 27 січня 1961 року в «Трубадурі» Джузеппе Верді.
Останній сезон в Ла Скала Франко відкрив 7 грудня 1964 року в постановці «Турандот». 10 серпня 1976 року Кореллі востаннє виступив в оперному спектаклі, це була його улюблена роль Родольфо в «Богемі» Пуччіні в Торре дель Лаго.
Помер 29 жовтня 2003 року
Похований на Cimitero Monumentale di Milano.